# Comté de Ponoka
Ne doit pas être confondu avec Ponoka ou Ponoka (district électoral provincial).

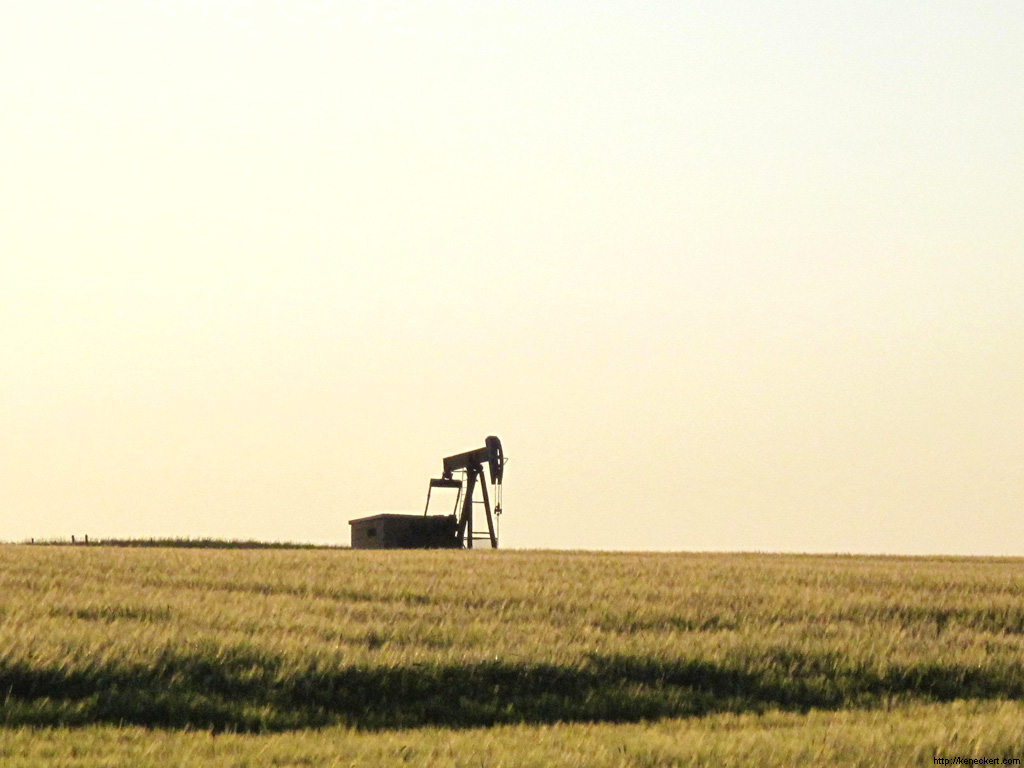
Prise de pompe près de Ponoka

Le comté de Ponoka (anglais : Ponoka County) est un district municipal de 8,856 habitants en 2011, situé dans la province d'Alberta, au Canada.

## Communautés et localités
Bourgs
- Ponoka
- Rimbey

Villages d'été
- Parkland Beach

Hameaux
- Bluffton
- Hoadley
- Leedale
- Maskwacis

Localités
- Alberta Hospital
- Crestomere
- Frank Subdivision
- Homeglen
- Lavesta
- Menaik
- Morning Meadows Subdivision
- Nugent
- Paulson Pasture
- Pleasant Hill Subdivision
- Rimbey Ridge Estates
- Springdale
- Sunnyside
- Tristram
- Viewmar Estates
- Willesden Green
- Woodland Park

## Démographie
| 2011  | 2016  |
| ----- | ----- |
| 8 856 | 9 806 |